# Kršič
Kršič este o localitate din comuna Kamnik, Slovenia, cu o populație de 21 de locuitori.